# Onychopterella
Onychopterella (do grego antigo: ὄνῠξ (ónyx), "garra", e πτερόν (pteron), "asa") é um gênero de euriptérido ("escorpião marinho") predador, um grupo extinto de artrópodes aquáticos. Fósseis de Onychopterella foram descobertos em depósitos do Ordoviciano Superior ao Siluriano Superior. O gênero contém três espécies: Onychopterella kokomoensis, a espécie-tipo, da época Pridoliana Inferior de Indiana; Onychopterella pumilus, da época Llandoveriana Inferior de Illinois, ambas dos Estados Unidos; e Onychopterella augusti, dos estágios Hirnantiano Superior a Rudaniano Inferior da África do Sul.
Seu prossoma (cabeça) podia ser subquadrado (quase quadrado) ou sub-retangular (quase retangular), com olhos reniformes (em forma de rim). Os apêndices [en] (membros) eram geralmente longos, estreitos e pontiagudos na extremidade. O abdômen e o telson (a divisão mais posterior do corpo) tinham formas e tamanhos diferentes dependendo da espécie. A ornamentação [en] do corpo consistia em pequenas escamas pontiagudas. A maior espécie do gênero era Onychopterella kokomoensis com um comprimento total de 16 cm, seguida por Onychopterella augusti (14,3 cm) e Onychopterella pumilus (4 cm).
Os primeiros fósseis de Onychopterella, pertencentes a Onychopterella kokomoensis, foram descobertos em 1896 no grupo Waterlime de Kokomo, Indiana. A espécie recebeu atenção de pesquisadores de euriptéridos por sua garra terminal no sexto par de apêndices ou pernas natatórias. Onychopterella também é o gênero-tipo [en] da família basal ("primitiva") de eurypterinos Onychopterellidae [en], juntamente com Alkenopterus e Tylopterella, caracterizada pela presença de espinhos no segundo ao quarto par de apêndices e a ausência deles no quinto e sexto (exceto ocasionalmente um na extremidade distal da perna natatória), bem como a forma lanceolada (em forma de lança) ou estiliforme (em forma de caneta) do telson e outras características.
A preservação excepcional dos fósseis de Onychopterella augusti permitiu aos cientistas descrever parte do canal alimentar que só foi observado em algumas poucas espécies de euriptéridos, bem como a estrutura muscular interna de seus membros e até parte do sistema respiratório branquial externo. Este último revelou-se muito semelhante ao dos escorpiões de hoje, apoiando uma relação entre euriptéridos e escorpiões. Onychopterella era um gênero capaz de nadar. Na maioria das vezes, provavelmente ficava no estrato, usando seus espinhos para caminhar e sua cabeça para cavar no chão.

## Descrição

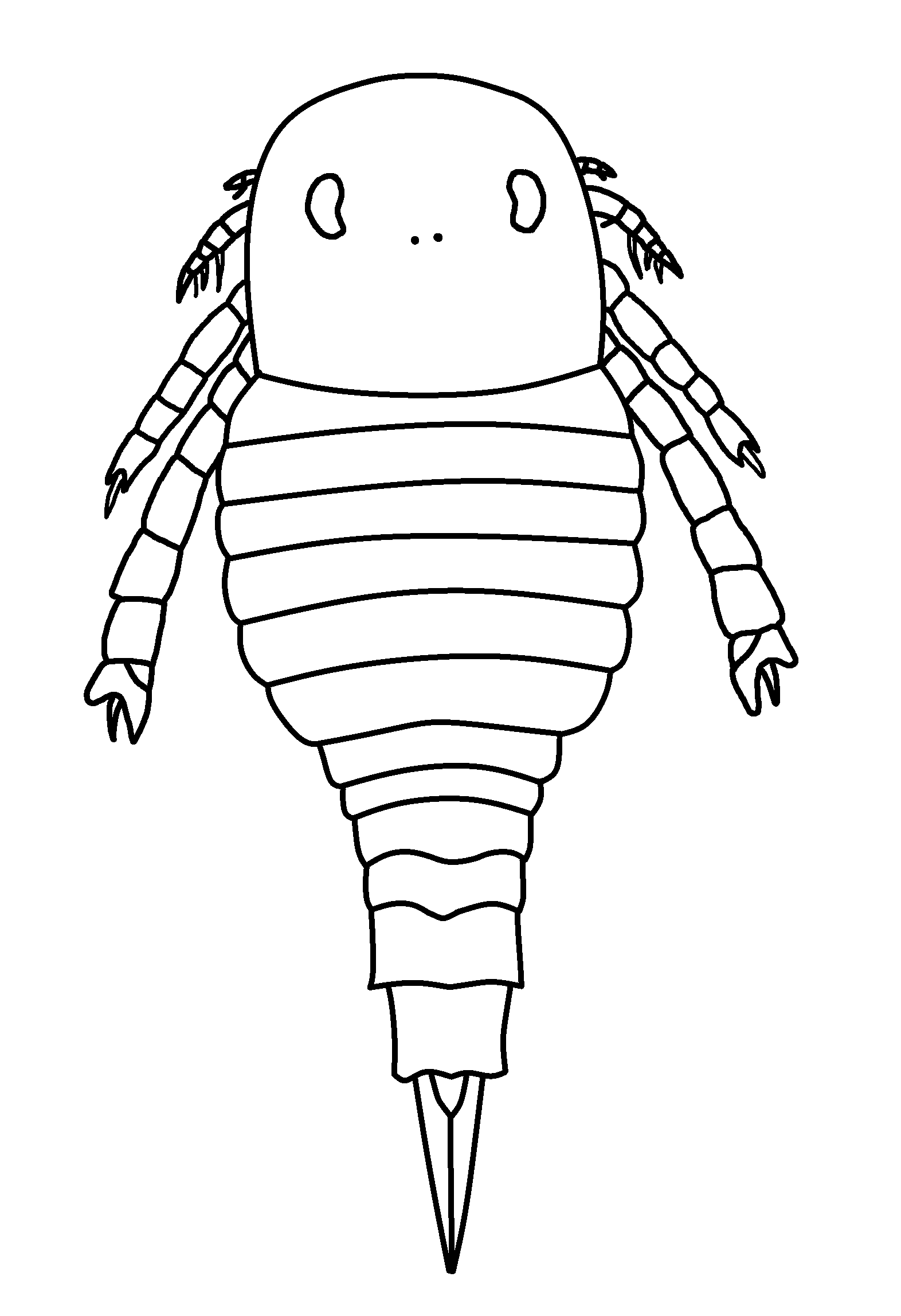
Restauração de Onychopterella augusti

Como os outros onicopterelídeos [en], Onychopterella era um pequeno euriptérido. A menor espécie, Onychopterella pumilus, media apenas 4 cm. O tamanho da maior, Onychopterella kokomoensis, é estimado em 16 cm, representando a maior espécie da família Onychopterellidae. Onychopterella augusti tinha um tamanho semelhante, com o maior espécime atingindo 14,3 cm.
O prossoma (cabeça) tinha uma forma subquadrada (quase quadrada) em Onychopterella kokomoensis e Onychopterella augusti, enquanto em Onychopterella pumilus era sub-retangular (quase retangular). O contorno da carapaça (a parte do exoesqueleto que cobre o prossoma) variava de acordo com a espécie. Era arredondado anteriormente nos cantos em Onychopterella kokomoensis, com margens laterais quase retas em Onychopterella pumilus, e se assemelhava a uma ferradura em Onychopterella augusti. Em Onychopterella kokomoensis e Onychopterella pumilus, os olhos eram reniformes (em forma de rim), destacando-se por seu tamanho e proeminência na última espécie. Os olhos de Onychopterella augusti são desconhecidos. O metastoma (uma grande placa que faz parte do abdômen) de Onychopterella kokomoensis era pequeno, oval e ligeiramente mais estreito anteriormente do que posteriormente, enquanto o de Onychopterella augusti era subcordado (quase em forma de coração) anteriormente e arredondado posteriormente. O metastoma de Onychopterella pumilus não é conhecido em sua totalidade. Apenas a parte posterior, que era arredondada, é conhecida.
Em Onychopterella kokomoensis, o pré-abdômen (segmentos corporais de 1 a 6) era tão longo quanto largo, enquanto o pós-abdômen (segmentos de 7 a 12) era curto e compacto e aumentava gradualmente de comprimento posteriormente. Era a única espécie com epímeros consideravelmente grandes no prételson (segmento que precedia a cauda). Em Onychopterella pumilus, o pré-abdômen era mais largo do que longo, sendo o quarto segmento o mais largo. O pós-abdômen era mais longo, diminuindo de largura mais rapidamente no oitavo e nono segmentos do que no resto. O comprimento dos segmentos aumentava gradualmente em direção ao telson (a divisão mais posterior do corpo). O opistossoma (abdômen) de Onychopterella augusti é conhecido em mais detalhes; o pré-abdômen era um pouco mais largo do que longo, com áreas elevadas representando câmaras branquiais ou tecido respiratório do trato branquial. O pós-abdômen era curto, e seus segmentos se estreitavam gradualmente em direção ao telson. Cada um dos segmentos pós-abdominais tinha pequenos epímeros. A forma do telson em Onychopterella kokomoensis era clavada (semelhante a um porrete), em Onychopterella pumilus era estiliforme (em forma de caneta) e em Onychopterella augusti era lanceolada (em forma de lança).
As pernas de locomoção (do segundo ao quinto par de apêndices [en] ou membros) eram geralmente indiferenciadas, longas, estreitas e com espinhos apenas na extremidade distal, exceto no quinto par, que não era espinífero. As pernas natatórias (sexto par de apêndices) eram discretas, muito estreitas e terminavam em um nono podômero [en] (segmento da perna) muito longo em forma de espinho. As pernas natatórias de O. augusti eram facilmente reconhecíveis das outras espécies pela prolongação do oitavo podômero em duas projeções laterais e pela forma curva e grande comprimento do podômero em forma de espinho. A ornamentação [en] do corpo de Onychopterella, composta por pequenas escamas pontiagudas, era a mesma em todas as espécies.

## História da pesquisa

Comparação do tamanho das três espécies de Onychopterella

Em 1896, os paleontólogos Samuel Almond Miller e William Frank Eugene Gurley descreveram uma nova espécie de Eurypterus, Eurypterus kokomoensis, com base em quatro espécimes, três deles bem preservados e um fragmentário, coletados no Grupo Waterlime em Kokomo, Indiana, nos Estados Unidos. Eles notaram diferenças entre a nova espécie e Eurypterus remipes, a espécie-tipo de Eurypterus, como as proporções da carapaça, o telson mais curto e o tamanho e a forma geral do corpo. Apenas dois pares de apêndices foram descritos, sugerindo que o resto se partiu durante a preservação, embora o contorno de um par de pernas natatórias invulgarmente grandes tenha sido relatado. Miller e Gurley consideraram as partes preservadas suficientemente semelhantes para atribuir a espécie a Eurypterus. O FMNH UC6638, um espécime quase completo, foi designado como o espécime-tipo.
Em 1912, os paleontólogos John Mason Clarke [en] e Rudolf Ruedemann [en] consideraram Eurypterus kokomoensis diferente o suficiente de outras espécies de Eurypterus e o elevaram ao nível subgenérico sob o novo nome Onychopterus, com base no fato de que Eurypterus kokomoensis era o caminho de desenvolvimento de outros euriptéridos como Dolichopterus [en], Drepanopterus [en] e Stylonurus a partir de Eurypterus. Eles também notaram que as pernas natatórias estavam mais bem preservadas do que o afirmado na descrição original, notando quatro pares de apêndices e não dois. O nome Onychopterus é composto pelas palavras do grego antigo ὄνῠξ (ónyx, "garra") e πτερόν (pteron, "asa"), portanto, traduzido como "asa de garra". Eles também descreveram Eurypterus ranilarva como um parente próximo de Onychopterella (Eurypterus) kokomoensis, diferindo deste último principalmente pela maior largura da carapaça. Em 1948, o paleontólogo Erik Norman Kjellesvig-Waering concluiu que Onychopterus justificava o status de gênero devido à indiferenciação de seu quinto apêndice e à posse de uma garra no sexto. Ele também sinonimizou Eurypterus ranilarva com Onychopterella kokomoensis, pois considerou que a maior largura se devia apenas a diferenças de preservação. Em 1951, o paleontólogo e geólogo Leif Størmer [en] notou que o nome Onychopterus havia sido usado anteriormente por um gênero de ave introduzido em 1850 pelo ornitólogo Ludwig Reichenbach. Størmer substituiu o nome antigo por um novo, Onychopterella.

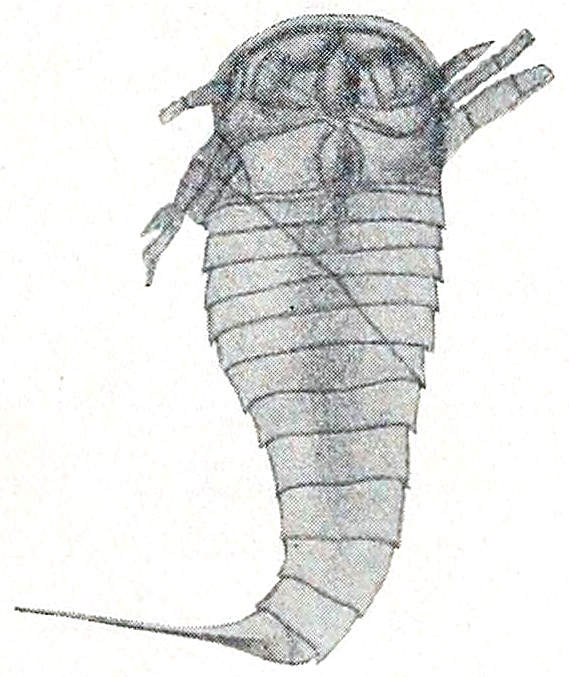
Visão superficial do holótipo e único espécime conhecido de Onychopterella pumilus

Em 1916, o pesquisador e geólogo Thomas Edmund Savage erigiu a nova espécie Eurypterus pumilus para acomodar um único espécime bem preservado mostrando o lado ventral do corpo, do Calcário de Edgewood perto de Essex, Illinois, nos Estados Unidos. E. pumilus foi colocado dentro de Onychopterella em 1948 por Kjellesvig-Waering, que indicou que por seus apêndices delgados sem espinhos e pela forma do telson, ele claramente pertencia a este gênero. Difere da espécie-tipo pelos apêndices prossomais mais finos, um pré-abdômen afilado, a falta de epímeros no prételson e a posição dos olhos em uma posição mais avançada. O único espécime conhecido de Onychopterella pumilus está depositado na Universidade de Illinois, mas seu número de acesso é desconhecido. Tem sido debatido se O. pumilus realmente pertence a este gênero. Em 1999, o professor e paleobiólogo Roy E. Plotnick considerou que a espécie representava uma forma de Drepanopterus, enquanto o geólogo e paleobiólogo James C. Lamsdell sugeriu em 2012 que pertencia a Stoermeropterus [en] por causa das semelhanças do metastoma, apêndice genital e telson. Um estudo de 1995 liderado pelo paleontólogo Simon J. Braddy propôs que, devido ao seu pequeno tamanho, O. pumilus poderia simplesmente representar um estágio ontogenético (um estágio de desenvolvimento diferente do mesmo animal ao longo de sua vida) de Onychopterella kokomoensis. Devido à falta de um número de acesso conhecido para o fóssil, sua reexaminação é impossível.
Em 1995, os paleontólogos Braddy, Richard John Aldridge [en] e Johannes N. Theron descreveram um euriptérido bem preservado do membro Soom Shale [en] do arenito da Montanha da Mesa [en], província do Cabo, África do Sul, e o nomearam Onychopterella augusti. Baseia-se em dois espécimes, dos quais um preserva tecidos moles. O holótipo (GSSA C373, alojado no Serviço Geológico da África do Sul em Pretória, juntamente com o parátipo) foi descoberto por August Patrick Pedro, homenageado no epíteto específico augusti. Difere do resto das espécies pela falta de grandes epímeros no prételson, proporções corporais mais largas, o curto comprimento do pós-abdômen e do telson, a forma lanceolada deste último, as duas projeções do oitavo podômero e em um espinho distal mais longo do que no resto das espécies. O parátipo, GSSA C427, é o maior espécime conhecido. O. augusti também foi comparado ao enigmático euriptérido do Siluriano Marsupipterus sculpturatus [en], concluindo que as diferenças entre o telson (a única parte conhecida de Marsupipterus) de ambas as espécies são provavelmente de preservação.

## Classificação

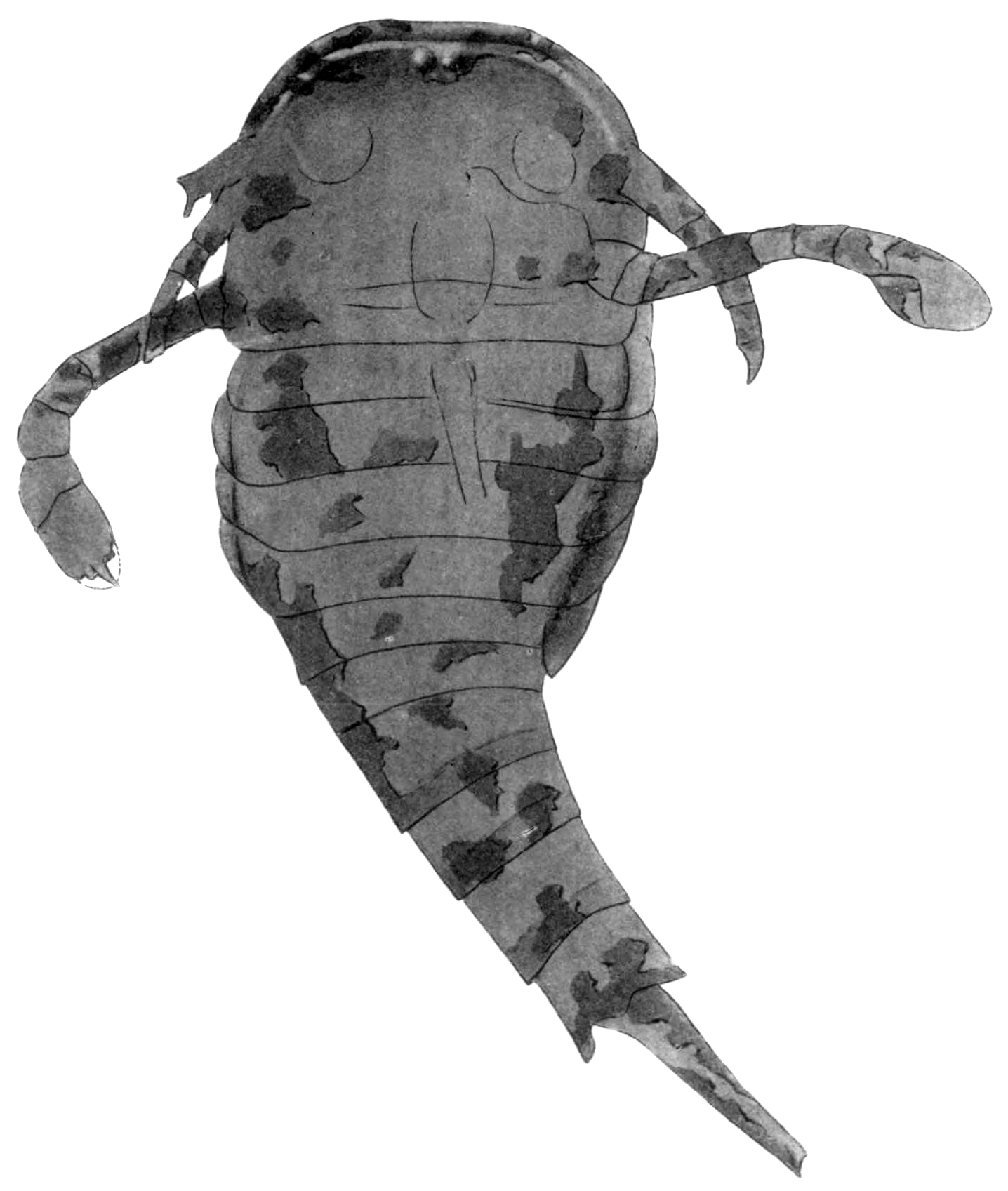
Vista superior do maior espécime conhecido de Onychopterella kokomoensis, FMNH 12905 (16,05 cm, holótipo do sinônimo E. ranilarva), conservado no Museu Field de História Natural, em Chicago.

Onychopterella é classificado como parte de sua própria família, Onychopterellidae, o único clado ("grupo" taxonômico) dentro da superfamília monotípica Onychopterelloidea. Foi originalmente descrito como um subgênero de Eurypterus, mas foi reconhecido como um gênero distinto em 1948.
Foi sugerido que Onychopterella poderia representar um gênero parafilético, ou seja, um agrupamento que compartilha um último ancestral comum, mas não inclui todos os descendentes desse ancestral, e, portanto, um gênero inválido. Em 2007, os paleontólogos Odd Erik Tetlie e Michael B. Cuggy interpretaram Onychopterella como tal em uma análise filogenética devido às dimensões mais semelhantes às dos stylonurinos [en]do quarto e quinto podômeros da perna natatória em Onychopterella augusti do que em Onychopterella kokomoensis. Eles também consideraram Onychopterella o membro mais basal (primitivo) da subordem Eurypterina (na qual o sexto apêndice é modificado em uma perna natatória), principalmente por causa da estreiteza da perna natatória e seu espinho distal, resultando em um modelo melhor para uma perna natatória primitiva do que outros membros derivados de Eurypterina, como Dolichopterus, terminando em uma grande placa. A espécie Onychopterella pumilus não foi incluída na análise por causa de sua possível afiliação [en] com Drepanopterus.
Em 2011, Lamsdell recuperou Onychopterella como monofilético (um grupo consistindo de todos os descendentes do último ancestral comum, ou seja, um gênero válido), considerando Moselopteroidea [en] o clado de eurypterinos mais basal. Ele também erigiu a nova superfamília Onychopterelloidea e a família Onychopterellidae, colocando dentro desta última os gêneros Onychopterella e Tylopterella. Esta família foi caracterizada pela presença de espinhos no segundo a quarto pares de apêndices, falta de espinhos no quinto e sexto (exceto ocasionalmente um espinho distal no último podômero do sexto apêndice), a forma da carapaça com olhos laterais e um telson lanceolado ou estiliforme, entre outras características. Alkenopterus foi atribuído a Onychopterellidae três anos depois por causa da detecção de um espinho móvel na perna natatória, em vez de uma simples projeção como se pensava anteriormente. Antes da criação de Onychopterellidae, Onychopterella havia sido classificado na família Erieopteridae desde 1989 pelo paleontólogo Victor P. Tollerton, inicialmente juntamente com  Erieopterus e Buffalopterus [en] com base em semelhanças da morfologia dos apêndices e do opistossoma.
O cladograma abaixo é baseado em um estudo maior (simplificado para mostrar apenas euriptéridos) em uma análise filogenética de 2011 realizada por Lamsdell, mostrando os membros basais da subordem Eurypterina de euriptéridos com outros grupos derivados.

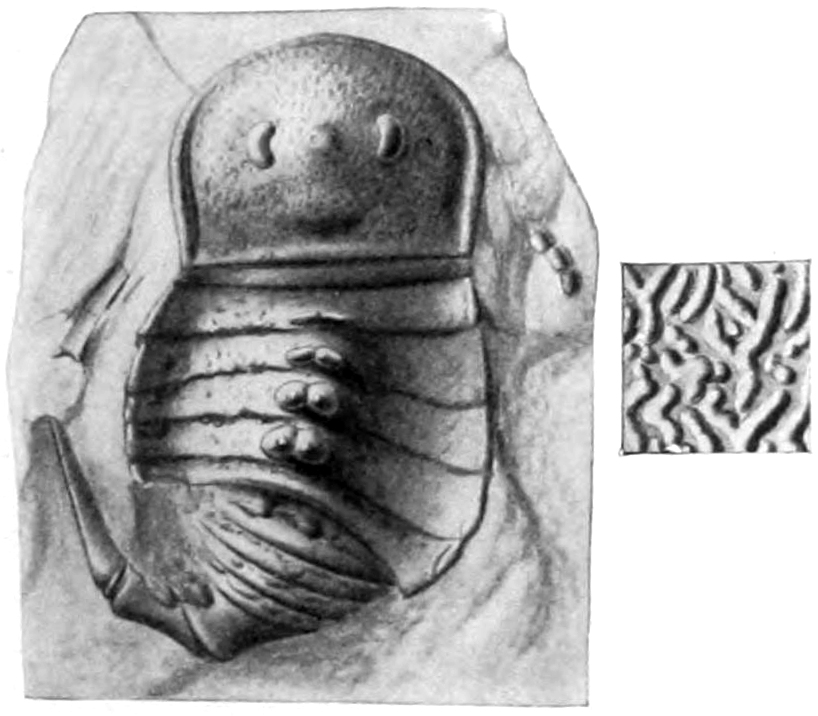
Fóssil de Tylopterella, um gênero onicopterelídeo intimamente relacionado

|  | \| \| Brachyopterus stubblefieldi [en] \| \| \| \| \| \| Rhenopterus diensti [en] \| \| \| \| |
|  |                                                                                               |
|  | Parastylonurus ornatus [en]                                                                   |
|  |                                                                                               |
|  | Brachyopterus stubblefieldi [en]                                                              |
|  |                                                                                               |
|  | Rhenopterus diensti [en]                                                                      |
|  |                                                                                               |

|  | Brachyopterus stubblefieldi [en] |
|  |                                  |
|  | Rhenopterus diensti [en]         |
|  |                                  |

|  | \| \| Stoermeropterus nodosus [en] \| \| \| \| \| \| Stoermeropterus latus [en] \| \| \| \| |
|  |                                                                                             |
|  | Stoermeropterus conicus [en]                                                                |
|  |                                                                                             |
|  | Stoermeropterus nodosus [en]                                                                |
|  |                                                                                             |
|  | Stoermeropterus latus [en]                                                                  |
|  |                                                                                             |

|  | Stoermeropterus nodosus [en] |
|  |                              |
|  | Stoermeropterus latus [en]   |
|  |                              |

|  | Vinetopterus martini [en] |
|  |                           |
|  | Vinetopterus struvei [en] |
|  |                           |

|  | Moselopterus ancylotelson [en] |
|  |                                |
|  | Moselopterus elongatus [en]    |
|  |                                |

|  | Vinetopterus martini [en] |
|  |                           |
|  | Vinetopterus struvei [en] |
|  |                           |

|  | Moselopterus ancylotelson [en] |
|  |                                |
|  | Moselopterus elongatus [en]    |
|  |                                |

|  | \| \| Stoermeropterus nodosus [en] \| \| \| \| \| \| Stoermeropterus latus [en] \| \| \| \| |
|  |                                                                                             |
|  | Stoermeropterus conicus [en]                                                                |
|  |                                                                                             |
|  | Stoermeropterus nodosus [en]                                                                |
|  |                                                                                             |
|  | Stoermeropterus latus [en]                                                                  |
|  |                                                                                             |

|  | Stoermeropterus nodosus [en] |
|  |                              |
|  | Stoermeropterus latus [en]   |
|  |                              |

|  | Vinetopterus martini [en] |
|  |                           |
|  | Vinetopterus struvei [en] |
|  |                           |

|  | Moselopterus ancylotelson [en] |
|  |                                |
|  | Moselopterus elongatus [en]    |
|  |                                |

|  | Vinetopterus martini [en] |
|  |                           |
|  | Vinetopterus struvei [en] |
|  |                           |

|  | Moselopterus ancylotelson [en] |
|  |                                |
|  | Moselopterus elongatus [en]    |
|  |                                |

|  | \| \| Stoermeropterus nodosus [en] \| \| \| \| \| \| Stoermeropterus latus [en] \| \| \| \| |
|  |                                                                                             |
|  | Stoermeropterus conicus [en]                                                                |
|  |                                                                                             |
|  | Stoermeropterus nodosus [en]                                                                |
|  |                                                                                             |
|  | Stoermeropterus latus [en]                                                                  |
|  |                                                                                             |

|  | Stoermeropterus nodosus [en] |
|  |                              |
|  | Stoermeropterus latus [en]   |
|  |                              |

|  | Vinetopterus martini [en] |
|  |                           |
|  | Vinetopterus struvei [en] |
|  |                           |

|  | Moselopterus ancylotelson [en] |
|  |                                |
|  | Moselopterus elongatus [en]    |
|  |                                |

|  | Vinetopterus martini [en] |
|  |                           |
|  | Vinetopterus struvei [en] |
|  |                           |

|  | Moselopterus ancylotelson [en] |
|  |                                |
|  | Moselopterus elongatus [en]    |
|  |                                |

|  | \| \| Stoermeropterus nodosus [en] \| \| \| \| \| \| Stoermeropterus latus [en] \| \| \| \| |
|  |                                                                                             |
|  | Stoermeropterus conicus [en]                                                                |
|  |                                                                                             |
|  | Stoermeropterus nodosus [en]                                                                |
|  |                                                                                             |
|  | Stoermeropterus latus [en]                                                                  |
|  |                                                                                             |

|  | Stoermeropterus nodosus [en] |
|  |                              |
|  | Stoermeropterus latus [en]   |
|  |                              |

|  | Vinetopterus martini [en] |
|  |                           |
|  | Vinetopterus struvei [en] |
|  |                           |

|  | Moselopterus ancylotelson [en] |
|  |                                |
|  | Moselopterus elongatus [en]    |
|  |                                |

|  | Vinetopterus martini [en] |
|  |                           |
|  | Vinetopterus struvei [en] |
|  |                           |

|  | Moselopterus ancylotelson [en] |
|  |                                |
|  | Moselopterus elongatus [en]    |
|  |                                |

|  | \| \| Onychopterella augusti \| \| \| \| \| \| Onychopterella kokomoensis \| \| \| \| |
|  |                                                                                       |
|  | Tylopterella boylei                                                                   |
|  |                                                                                       |
|  | Onychopterella augusti                                                                |
|  |                                                                                       |
|  | Onychopterella kokomoensis                                                            |
|  |                                                                                       |

|  | Onychopterella augusti     |
|  |                            |
|  | Onychopterella kokomoensis |
|  |                            |

|  | Dolichopterus macrocheirus [en] |
|  |                                 |
|  | Strobilopterus princetonii [en] |
|  |                                 |

|  | Eurypterus remipes         |
|  |                            |
|  | Erieopterus microphthalmus |
|  |                            |

|  | Hughmilleria socialis                                                         |
|  |                                                                               |
|  | \| \| Megalograptus ohioensis \| \| \| \| \| \| Mixopterus kiaeri \| \| \| \| |
|  |                                                                               |
|  | Megalograptus ohioensis                                                       |
|  |                                                                               |
|  | Mixopterus kiaeri                                                             |
|  |                                                                               |

|  | Megalograptus ohioensis |
|  |                         |
|  | Mixopterus kiaeri       |
|  |                         |

|  | Eurypterus remipes         |
|  |                            |
|  | Erieopterus microphthalmus |
|  |                            |

|  | Hughmilleria socialis                                                         |
|  |                                                                               |
|  | \| \| Megalograptus ohioensis \| \| \| \| \| \| Mixopterus kiaeri \| \| \| \| |
|  |                                                                               |
|  | Megalograptus ohioensis                                                       |
|  |                                                                               |
|  | Mixopterus kiaeri                                                             |
|  |                                                                               |

|  | Megalograptus ohioensis |
|  |                         |
|  | Mixopterus kiaeri       |
|  |                         |

|  | Dolichopterus macrocheirus [en] |
|  |                                 |
|  | Strobilopterus princetonii [en] |
|  |                                 |

|  | Eurypterus remipes         |
|  |                            |
|  | Erieopterus microphthalmus |
|  |                            |

|  | Hughmilleria socialis                                                         |
|  |                                                                               |
|  | \| \| Megalograptus ohioensis \| \| \| \| \| \| Mixopterus kiaeri \| \| \| \| |
|  |                                                                               |
|  | Megalograptus ohioensis                                                       |
|  |                                                                               |
|  | Mixopterus kiaeri                                                             |
|  |                                                                               |

|  | Megalograptus ohioensis |
|  |                         |
|  | Mixopterus kiaeri       |
|  |                         |

|  | Eurypterus remipes         |
|  |                            |
|  | Erieopterus microphthalmus |
|  |                            |

|  | Hughmilleria socialis                                                         |
|  |                                                                               |
|  | \| \| Megalograptus ohioensis \| \| \| \| \| \| Mixopterus kiaeri \| \| \| \| |
|  |                                                                               |
|  | Megalograptus ohioensis                                                       |
|  |                                                                               |
|  | Mixopterus kiaeri                                                             |
|  |                                                                               |

|  | Megalograptus ohioensis |
|  |                         |
|  | Mixopterus kiaeri       |
|  |                         |

|  | \| \| Onychopterella augusti \| \| \| \| \| \| Onychopterella kokomoensis \| \| \| \| |
|  |                                                                                       |
|  | Tylopterella boylei                                                                   |
|  |                                                                                       |
|  | Onychopterella augusti                                                                |
|  |                                                                                       |
|  | Onychopterella kokomoensis                                                            |
|  |                                                                                       |

|  | Onychopterella augusti     |
|  |                            |
|  | Onychopterella kokomoensis |
|  |                            |

|  | Dolichopterus macrocheirus [en] |
|  |                                 |
|  | Strobilopterus princetonii [en] |
|  |                                 |

|  | Eurypterus remipes         |
|  |                            |
|  | Erieopterus microphthalmus |
|  |                            |

|  | Hughmilleria socialis                                                         |
|  |                                                                               |
|  | \| \| Megalograptus ohioensis \| \| \| \| \| \| Mixopterus kiaeri \| \| \| \| |
|  |                                                                               |
|  | Megalograptus ohioensis                                                       |
|  |                                                                               |
|  | Mixopterus kiaeri                                                             |
|  |                                                                               |

|  | Megalograptus ohioensis |
|  |                         |
|  | Mixopterus kiaeri       |
|  |                         |

|  | Eurypterus remipes         |
|  |                            |
|  | Erieopterus microphthalmus |
|  |                            |

|  | Hughmilleria socialis                                                         |
|  |                                                                               |
|  | \| \| Megalograptus ohioensis \| \| \| \| \| \| Mixopterus kiaeri \| \| \| \| |
|  |                                                                               |
|  | Megalograptus ohioensis                                                       |
|  |                                                                               |
|  | Mixopterus kiaeri                                                             |
|  |                                                                               |

|  | Megalograptus ohioensis |
|  |                         |
|  | Mixopterus kiaeri       |
|  |                         |

|  | Dolichopterus macrocheirus [en] |
|  |                                 |
|  | Strobilopterus princetonii [en] |
|  |                                 |

|  | Eurypterus remipes         |
|  |                            |
|  | Erieopterus microphthalmus |
|  |                            |

|  | Hughmilleria socialis                                                         |
|  |                                                                               |
|  | \| \| Megalograptus ohioensis \| \| \| \| \| \| Mixopterus kiaeri \| \| \| \| |
|  |                                                                               |
|  | Megalograptus ohioensis                                                       |
|  |                                                                               |
|  | Mixopterus kiaeri                                                             |
|  |                                                                               |

|  | Megalograptus ohioensis |
|  |                         |
|  | Mixopterus kiaeri       |
|  |                         |

|  | Eurypterus remipes         |
|  |                            |
|  | Erieopterus microphthalmus |
|  |                            |

|  | Hughmilleria socialis                                                         |
|  |                                                                               |
|  | \| \| Megalograptus ohioensis \| \| \| \| \| \| Mixopterus kiaeri \| \| \| \| |
|  |                                                                               |
|  | Megalograptus ohioensis                                                       |
|  |                                                                               |
|  | Mixopterus kiaeri                                                             |
|  |                                                                               |

|  | Megalograptus ohioensis |
|  |                         |
|  | Mixopterus kiaeri       |
|  |                         |

|  | \| \| Stoermeropterus nodosus [en] \| \| \| \| \| \| Stoermeropterus latus [en] \| \| \| \| |
|  |                                                                                             |
|  | Stoermeropterus conicus [en]                                                                |
|  |                                                                                             |
|  | Stoermeropterus nodosus [en]                                                                |
|  |                                                                                             |
|  | Stoermeropterus latus [en]                                                                  |
|  |                                                                                             |

|  | Stoermeropterus nodosus [en] |
|  |                              |
|  | Stoermeropterus latus [en]   |
|  |                              |

|  | Vinetopterus martini [en] |
|  |                           |
|  | Vinetopterus struvei [en] |
|  |                           |

|  | Moselopterus ancylotelson [en] |
|  |                                |
|  | Moselopterus elongatus [en]    |
|  |                                |

|  | Vinetopterus martini [en] |
|  |                           |
|  | Vinetopterus struvei [en] |
|  |                           |

|  | Moselopterus ancylotelson [en] |
|  |                                |
|  | Moselopterus elongatus [en]    |
|  |                                |

|  | \| \| Stoermeropterus nodosus [en] \| \| \| \| \| \| Stoermeropterus latus [en] \| \| \| \| |
|  |                                                                                             |
|  | Stoermeropterus conicus [en]                                                                |
|  |                                                                                             |
|  | Stoermeropterus nodosus [en]                                                                |
|  |                                                                                             |
|  | Stoermeropterus latus [en]                                                                  |
|  |                                                                                             |

|  | Stoermeropterus nodosus [en] |
|  |                              |
|  | Stoermeropterus latus [en]   |
|  |                              |

|  | Vinetopterus martini [en] |
|  |                           |
|  | Vinetopterus struvei [en] |
|  |                           |

|  | Moselopterus ancylotelson [en] |
|  |                                |
|  | Moselopterus elongatus [en]    |
|  |                                |

|  | Vinetopterus martini [en] |
|  |                           |
|  | Vinetopterus struvei [en] |
|  |                           |

|  | Moselopterus ancylotelson [en] |
|  |                                |
|  | Moselopterus elongatus [en]    |
|  |                                |

|  | \| \| Stoermeropterus nodosus [en] \| \| \| \| \| \| Stoermeropterus latus [en] \| \| \| \| |
|  |                                                                                             |
|  | Stoermeropterus conicus [en]                                                                |
|  |                                                                                             |
|  | Stoermeropterus nodosus [en]                                                                |
|  |                                                                                             |
|  | Stoermeropterus latus [en]                                                                  |
|  |                                                                                             |

|  | Stoermeropterus nodosus [en] |
|  |                              |
|  | Stoermeropterus latus [en]   |
|  |                              |

|  | Vinetopterus martini [en] |
|  |                           |
|  | Vinetopterus struvei [en] |
|  |                           |

|  | Moselopterus ancylotelson [en] |
|  |                                |
|  | Moselopterus elongatus [en]    |
|  |                                |

|  | Vinetopterus martini [en] |
|  |                           |
|  | Vinetopterus struvei [en] |
|  |                           |

|  | Moselopterus ancylotelson [en] |
|  |                                |
|  | Moselopterus elongatus [en]    |
|  |                                |

|  | \| \| Stoermeropterus nodosus [en] \| \| \| \| \| \| Stoermeropterus latus [en] \| \| \| \| |
|  |                                                                                             |
|  | Stoermeropterus conicus [en]                                                                |
|  |                                                                                             |
|  | Stoermeropterus nodosus [en]                                                                |
|  |                                                                                             |
|  | Stoermeropterus latus [en]                                                                  |
|  |                                                                                             |

|  | Stoermeropterus nodosus [en] |
|  |                              |
|  | Stoermeropterus latus [en]   |
|  |                              |

|  | Vinetopterus martini [en] |
|  |                           |
|  | Vinetopterus struvei [en] |
|  |                           |

|  | Moselopterus ancylotelson [en] |
|  |                                |
|  | Moselopterus elongatus [en]    |
|  |                                |

|  | Vinetopterus martini [en] |
|  |                           |
|  | Vinetopterus struvei [en] |
|  |                           |

|  | Moselopterus ancylotelson [en] |
|  |                                |
|  | Moselopterus elongatus [en]    |
|  |                                |

|  | \| \| Onychopterella augusti \| \| \| \| \| \| Onychopterella kokomoensis \| \| \| \| |
|  |                                                                                       |
|  | Tylopterella boylei                                                                   |
|  |                                                                                       |
|  | Onychopterella augusti                                                                |
|  |                                                                                       |
|  | Onychopterella kokomoensis                                                            |
|  |                                                                                       |

|  | Onychopterella augusti     |
|  |                            |
|  | Onychopterella kokomoensis |
|  |                            |

|  | Dolichopterus macrocheirus [en] |
|  |                                 |
|  | Strobilopterus princetonii [en] |
|  |                                 |

|  | Eurypterus remipes         |
|  |                            |
|  | Erieopterus microphthalmus |
|  |                            |

|  | Hughmilleria socialis                                                         |
|  |                                                                               |
|  | \| \| Megalograptus ohioensis \| \| \| \| \| \| Mixopterus kiaeri \| \| \| \| |
|  |                                                                               |
|  | Megalograptus ohioensis                                                       |
|  |                                                                               |
|  | Mixopterus kiaeri                                                             |
|  |                                                                               |

|  | Megalograptus ohioensis |
|  |                         |
|  | Mixopterus kiaeri       |
|  |                         |

|  | Eurypterus remipes         |
|  |                            |
|  | Erieopterus microphthalmus |
|  |                            |

|  | Hughmilleria socialis                                                         |
|  |                                                                               |
|  | \| \| Megalograptus ohioensis \| \| \| \| \| \| Mixopterus kiaeri \| \| \| \| |
|  |                                                                               |
|  | Megalograptus ohioensis                                                       |
|  |                                                                               |
|  | Mixopterus kiaeri                                                             |
|  |                                                                               |

|  | Megalograptus ohioensis |
|  |                         |
|  | Mixopterus kiaeri       |
|  |                         |

|  | Dolichopterus macrocheirus [en] |
|  |                                 |
|  | Strobilopterus princetonii [en] |
|  |                                 |

|  | Eurypterus remipes         |
|  |                            |
|  | Erieopterus microphthalmus |
|  |                            |

|  | Hughmilleria socialis                                                         |
|  |                                                                               |
|  | \| \| Megalograptus ohioensis \| \| \| \| \| \| Mixopterus kiaeri \| \| \| \| |
|  |                                                                               |
|  | Megalograptus ohioensis                                                       |
|  |                                                                               |
|  | Mixopterus kiaeri                                                             |
|  |                                                                               |

|  | Megalograptus ohioensis |
|  |                         |
|  | Mixopterus kiaeri       |
|  |                         |

|  | Eurypterus remipes         |
|  |                            |
|  | Erieopterus microphthalmus |
|  |                            |

|  | Hughmilleria socialis                                                         |
|  |                                                                               |
|  | \| \| Megalograptus ohioensis \| \| \| \| \| \| Mixopterus kiaeri \| \| \| \| |
|  |                                                                               |
|  | Megalograptus ohioensis                                                       |
|  |                                                                               |
|  | Mixopterus kiaeri                                                             |
|  |                                                                               |

|  | Megalograptus ohioensis |
|  |                         |
|  | Mixopterus kiaeri       |
|  |                         |

|  | \| \| Onychopterella augusti \| \| \| \| \| \| Onychopterella kokomoensis \| \| \| \| |
|  |                                                                                       |
|  | Tylopterella boylei                                                                   |
|  |                                                                                       |
|  | Onychopterella augusti                                                                |
|  |                                                                                       |
|  | Onychopterella kokomoensis                                                            |
|  |                                                                                       |

|  | Onychopterella augusti     |
|  |                            |
|  | Onychopterella kokomoensis |
|  |                            |

|  | Dolichopterus macrocheirus [en] |
|  |                                 |
|  | Strobilopterus princetonii [en] |
|  |                                 |

|  | Eurypterus remipes         |
|  |                            |
|  | Erieopterus microphthalmus |
|  |                            |

|  | Hughmilleria socialis                                                         |
|  |                                                                               |
|  | \| \| Megalograptus ohioensis \| \| \| \| \| \| Mixopterus kiaeri \| \| \| \| |
|  |                                                                               |
|  | Megalograptus ohioensis                                                       |
|  |                                                                               |
|  | Mixopterus kiaeri                                                             |
|  |                                                                               |

|  | Megalograptus ohioensis |
|  |                         |
|  | Mixopterus kiaeri       |
|  |                         |

|  | Eurypterus remipes         |
|  |                            |
|  | Erieopterus microphthalmus |
|  |                            |

|  | Hughmilleria socialis                                                         |
|  |                                                                               |
|  | \| \| Megalograptus ohioensis \| \| \| \| \| \| Mixopterus kiaeri \| \| \| \| |
|  |                                                                               |
|  | Megalograptus ohioensis                                                       |
|  |                                                                               |
|  | Mixopterus kiaeri                                                             |
|  |                                                                               |

|  | Megalograptus ohioensis |
|  |                         |
|  | Mixopterus kiaeri       |
|  |                         |

|  | Dolichopterus macrocheirus [en] |
|  |                                 |
|  | Strobilopterus princetonii [en] |
|  |                                 |

|  | Eurypterus remipes         |
|  |                            |
|  | Erieopterus microphthalmus |
|  |                            |

|  | Hughmilleria socialis                                                         |
|  |                                                                               |
|  | \| \| Megalograptus ohioensis \| \| \| \| \| \| Mixopterus kiaeri \| \| \| \| |
|  |                                                                               |
|  | Megalograptus ohioensis                                                       |
|  |                                                                               |
|  | Mixopterus kiaeri                                                             |
|  |                                                                               |

|  | Megalograptus ohioensis |
|  |                         |
|  | Mixopterus kiaeri       |
|  |                         |

|  | Eurypterus remipes         |
|  |                            |
|  | Erieopterus microphthalmus |
|  |                            |

|  | Hughmilleria socialis                                                         |
|  |                                                                               |
|  | \| \| Megalograptus ohioensis \| \| \| \| \| \| Mixopterus kiaeri \| \| \| \| |
|  |                                                                               |
|  | Megalograptus ohioensis                                                       |
|  |                                                                               |
|  | Mixopterus kiaeri                                                             |
|  |                                                                               |

|  | Megalograptus ohioensis |
|  |                         |
|  | Mixopterus kiaeri       |
|  |                         |

|  | \| \| Brachyopterus stubblefieldi [en] \| \| \| \| \| \| Rhenopterus diensti [en] \| \| \| \| |
|  |                                                                                               |
|  | Parastylonurus ornatus [en]                                                                   |
|  |                                                                                               |
|  | Brachyopterus stubblefieldi [en]                                                              |
|  |                                                                                               |
|  | Rhenopterus diensti [en]                                                                      |
|  |                                                                                               |

|  | Brachyopterus stubblefieldi [en] |
|  |                                  |
|  | Rhenopterus diensti [en]         |
|  |                                  |

|  | \| \| Stoermeropterus nodosus [en] \| \| \| \| \| \| Stoermeropterus latus [en] \| \| \| \| |
|  |                                                                                             |
|  | Stoermeropterus conicus [en]                                                                |
|  |                                                                                             |
|  | Stoermeropterus nodosus [en]                                                                |
|  |                                                                                             |
|  | Stoermeropterus latus [en]                                                                  |
|  |                                                                                             |

|  | Stoermeropterus nodosus [en] |
|  |                              |
|  | Stoermeropterus latus [en]   |
|  |                              |

|  | Vinetopterus martini [en] |
|  |                           |
|  | Vinetopterus struvei [en] |
|  |                           |

|  | Moselopterus ancylotelson [en] |
|  |                                |
|  | Moselopterus elongatus [en]    |
|  |                                |

|  | Vinetopterus martini [en] |
|  |                           |
|  | Vinetopterus struvei [en] |
|  |                           |

|  | Moselopterus ancylotelson [en] |
|  |                                |
|  | Moselopterus elongatus [en]    |
|  |                                |

|  | \| \| Stoermeropterus nodosus [en] \| \| \| \| \| \| Stoermeropterus latus [en] \| \| \| \| |
|  |                                                                                             |
|  | Stoermeropterus conicus [en]                                                                |
|  |                                                                                             |
|  | Stoermeropterus nodosus [en]                                                                |
|  |                                                                                             |
|  | Stoermeropterus latus [en]                                                                  |
|  |                                                                                             |

|  | Stoermeropterus nodosus [en] |
|  |                              |
|  | Stoermeropterus latus [en]   |
|  |                              |

|  | Vinetopterus martini [en] |
|  |                           |
|  | Vinetopterus struvei [en] |
|  |                           |

|  | Moselopterus ancylotelson [en] |
|  |                                |
|  | Moselopterus elongatus [en]    |
|  |                                |

|  | Vinetopterus martini [en] |
|  |                           |
|  | Vinetopterus struvei [en] |
|  |                           |

|  | Moselopterus ancylotelson [en] |
|  |                                |
|  | Moselopterus elongatus [en]    |
|  |                                |

|  | \| \| Stoermeropterus nodosus [en] \| \| \| \| \| \| Stoermeropterus latus [en] \| \| \| \| |
|  |                                                                                             |
|  | Stoermeropterus conicus [en]                                                                |
|  |                                                                                             |
|  | Stoermeropterus nodosus [en]                                                                |
|  |                                                                                             |
|  | Stoermeropterus latus [en]                                                                  |
|  |                                                                                             |

|  | Stoermeropterus nodosus [en] |
|  |                              |
|  | Stoermeropterus latus [en]   |
|  |                              |

|  | Vinetopterus martini [en] |
|  |                           |
|  | Vinetopterus struvei [en] |
|  |                           |

|  | Moselopterus ancylotelson [en] |
|  |                                |
|  | Moselopterus elongatus [en]    |
|  |                                |

|  | Vinetopterus martini [en] |
|  |                           |
|  | Vinetopterus struvei [en] |
|  |                           |

|  | Moselopterus ancylotelson [en] |
|  |                                |
|  | Moselopterus elongatus [en]    |
|  |                                |

|  | \| \| Stoermeropterus nodosus [en] \| \| \| \| \| \| Stoermeropterus latus [en] \| \| \| \| |
|  |                                                                                             |
|  | Stoermeropterus conicus [en]                                                                |
|  |                                                                                             |
|  | Stoermeropterus nodosus [en]                                                                |
|  |                                                                                             |
|  | Stoermeropterus latus [en]                                                                  |
|  |                                                                                             |

|  | Stoermeropterus nodosus [en] |
|  |                              |
|  | Stoermeropterus latus [en]   |
|  |                              |

|  | Vinetopterus martini [en] |
|  |                           |
|  | Vinetopterus struvei [en] |
|  |                           |

|  | Moselopterus ancylotelson [en] |
|  |                                |
|  | Moselopterus elongatus [en]    |
|  |                                |

|  | Vinetopterus martini [en] |
|  |                           |
|  | Vinetopterus struvei [en] |
|  |                           |

|  | Moselopterus ancylotelson [en] |
|  |                                |
|  | Moselopterus elongatus [en]    |
|  |                                |

|  | \| \| Onychopterella augusti \| \| \| \| \| \| Onychopterella kokomoensis \| \| \| \| |
|  |                                                                                       |
|  | Tylopterella boylei                                                                   |
|  |                                                                                       |
|  | Onychopterella augusti                                                                |
|  |                                                                                       |
|  | Onychopterella kokomoensis                                                            |
|  |                                                                                       |

|  | Onychopterella augusti     |
|  |                            |
|  | Onychopterella kokomoensis |
|  |                            |

|  | Dolichopterus macrocheirus [en] |
|  |                                 |
|  | Strobilopterus princetonii [en] |
|  |                                 |

|  | Eurypterus remipes         |
|  |                            |
|  | Erieopterus microphthalmus |
|  |                            |

|  | Hughmilleria socialis                                                         |
|  |                                                                               |
|  | \| \| Megalograptus ohioensis \| \| \| \| \| \| Mixopterus kiaeri \| \| \| \| |
|  |                                                                               |
|  | Megalograptus ohioensis                                                       |
|  |                                                                               |
|  | Mixopterus kiaeri                                                             |
|  |                                                                               |

|  | Megalograptus ohioensis |
|  |                         |
|  | Mixopterus kiaeri       |
|  |                         |

|  | Eurypterus remipes         |
|  |                            |
|  | Erieopterus microphthalmus |
|  |                            |

|  | Hughmilleria socialis                                                         |
|  |                                                                               |
|  | \| \| Megalograptus ohioensis \| \| \| \| \| \| Mixopterus kiaeri \| \| \| \| |
|  |                                                                               |
|  | Megalograptus ohioensis                                                       |
|  |                                                                               |
|  | Mixopterus kiaeri                                                             |
|  |                                                                               |

|  | Megalograptus ohioensis |
|  |                         |
|  | Mixopterus kiaeri       |
|  |                         |

|  | Dolichopterus macrocheirus [en] |
|  |                                 |
|  | Strobilopterus princetonii [en] |
|  |                                 |

|  | Eurypterus remipes         |
|  |                            |
|  | Erieopterus microphthalmus |
|  |                            |

|  | Hughmilleria socialis                                                         |
|  |                                                                               |
|  | \| \| Megalograptus ohioensis \| \| \| \| \| \| Mixopterus kiaeri \| \| \| \| |
|  |                                                                               |
|  | Megalograptus ohioensis                                                       |
|  |                                                                               |
|  | Mixopterus kiaeri                                                             |
|  |                                                                               |

|  | Megalograptus ohioensis |
|  |                         |
|  | Mixopterus kiaeri       |
|  |                         |

|  | Eurypterus remipes         |
|  |                            |
|  | Erieopterus microphthalmus |
|  |                            |

|  | Hughmilleria socialis                                                         |
|  |                                                                               |
|  | \| \| Megalograptus ohioensis \| \| \| \| \| \| Mixopterus kiaeri \| \| \| \| |
|  |                                                                               |
|  | Megalograptus ohioensis                                                       |
|  |                                                                               |
|  | Mixopterus kiaeri                                                             |
|  |                                                                               |

|  | Megalograptus ohioensis |
|  |                         |
|  | Mixopterus kiaeri       |
|  |                         |

|  | \| \| Onychopterella augusti \| \| \| \| \| \| Onychopterella kokomoensis \| \| \| \| |
|  |                                                                                       |
|  | Tylopterella boylei                                                                   |
|  |                                                                                       |
|  | Onychopterella augusti                                                                |
|  |                                                                                       |
|  | Onychopterella kokomoensis                                                            |
|  |                                                                                       |

|  | Onychopterella augusti     |
|  |                            |
|  | Onychopterella kokomoensis |
|  |                            |

|  | Dolichopterus macrocheirus [en] |
|  |                                 |
|  | Strobilopterus princetonii [en] |
|  |                                 |

|  | Eurypterus remipes         |
|  |                            |
|  | Erieopterus microphthalmus |
|  |                            |

|  | Hughmilleria socialis                                                         |
|  |                                                                               |
|  | \| \| Megalograptus ohioensis \| \| \| \| \| \| Mixopterus kiaeri \| \| \| \| |
|  |                                                                               |
|  | Megalograptus ohioensis                                                       |
|  |                                                                               |
|  | Mixopterus kiaeri                                                             |
|  |                                                                               |

|  | Megalograptus ohioensis |
|  |                         |
|  | Mixopterus kiaeri       |
|  |                         |

|  | Eurypterus remipes         |
|  |                            |
|  | Erieopterus microphthalmus |
|  |                            |

|  | Hughmilleria socialis                                                         |
|  |                                                                               |
|  | \| \| Megalograptus ohioensis \| \| \| \| \| \| Mixopterus kiaeri \| \| \| \| |
|  |                                                                               |
|  | Megalograptus ohioensis                                                       |
|  |                                                                               |
|  | Mixopterus kiaeri                                                             |
|  |                                                                               |

|  | Megalograptus ohioensis |
|  |                         |
|  | Mixopterus kiaeri       |
|  |                         |

|  | Dolichopterus macrocheirus [en] |
|  |                                 |
|  | Strobilopterus princetonii [en] |
|  |                                 |

|  | Eurypterus remipes         |
|  |                            |
|  | Erieopterus microphthalmus |
|  |                            |

|  | Hughmilleria socialis                                                         |
|  |                                                                               |
|  | \| \| Megalograptus ohioensis \| \| \| \| \| \| Mixopterus kiaeri \| \| \| \| |
|  |                                                                               |
|  | Megalograptus ohioensis                                                       |
|  |                                                                               |
|  | Mixopterus kiaeri                                                             |
|  |                                                                               |

|  | Megalograptus ohioensis |
|  |                         |
|  | Mixopterus kiaeri       |
|  |                         |

|  | Eurypterus remipes         |
|  |                            |
|  | Erieopterus microphthalmus |
|  |                            |

|  | Hughmilleria socialis                                                         |
|  |                                                                               |
|  | \| \| Megalograptus ohioensis \| \| \| \| \| \| Mixopterus kiaeri \| \| \| \| |
|  |                                                                               |
|  | Megalograptus ohioensis                                                       |
|  |                                                                               |
|  | Mixopterus kiaeri                                                             |
|  |                                                                               |

|  | Megalograptus ohioensis |
|  |                         |
|  | Mixopterus kiaeri       |
|  |                         |

|  | \| \| Stoermeropterus nodosus [en] \| \| \| \| \| \| Stoermeropterus latus [en] \| \| \| \| |
|  |                                                                                             |
|  | Stoermeropterus conicus [en]                                                                |
|  |                                                                                             |
|  | Stoermeropterus nodosus [en]                                                                |
|  |                                                                                             |
|  | Stoermeropterus latus [en]                                                                  |
|  |                                                                                             |

|  | Stoermeropterus nodosus [en] |
|  |                              |
|  | Stoermeropterus latus [en]   |
|  |                              |

|  | Vinetopterus martini [en] |
|  |                           |
|  | Vinetopterus struvei [en] |
|  |                           |

|  | Moselopterus ancylotelson [en] |
|  |                                |
|  | Moselopterus elongatus [en]    |
|  |                                |

|  | Vinetopterus martini [en] |
|  |                           |
|  | Vinetopterus struvei [en] |
|  |                           |

|  | Moselopterus ancylotelson [en] |
|  |                                |
|  | Moselopterus elongatus [en]    |
|  |                                |

|  | \| \| Stoermeropterus nodosus [en] \| \| \| \| \| \| Stoermeropterus latus [en] \| \| \| \| |
|  |                                                                                             |
|  | Stoermeropterus conicus [en]                                                                |
|  |                                                                                             |
|  | Stoermeropterus nodosus [en]                                                                |
|  |                                                                                             |
|  | Stoermeropterus latus [en]                                                                  |
|  |                                                                                             |

|  | Stoermeropterus nodosus [en] |
|  |                              |
|  | Stoermeropterus latus [en]   |
|  |                              |

|  | Vinetopterus martini [en] |
|  |                           |
|  | Vinetopterus struvei [en] |
|  |                           |

|  | Moselopterus ancylotelson [en] |
|  |                                |
|  | Moselopterus elongatus [en]    |
|  |                                |

|  | Vinetopterus martini [en] |
|  |                           |
|  | Vinetopterus struvei [en] |
|  |                           |

|  | Moselopterus ancylotelson [en] |
|  |                                |
|  | Moselopterus elongatus [en]    |
|  |                                |

|  | \| \| Stoermeropterus nodosus [en] \| \| \| \| \| \| Stoermeropterus latus [en] \| \| \| \| |
|  |                                                                                             |
|  | Stoermeropterus conicus [en]                                                                |
|  |                                                                                             |
|  | Stoermeropterus nodosus [en]                                                                |
|  |                                                                                             |
|  | Stoermeropterus latus [en]                                                                  |
|  |                                                                                             |

|  | Stoermeropterus nodosus [en] |
|  |                              |
|  | Stoermeropterus latus [en]   |
|  |                              |

|  | Vinetopterus martini [en] |
|  |                           |
|  | Vinetopterus struvei [en] |
|  |                           |

|  | Moselopterus ancylotelson [en] |
|  |                                |
|  | Moselopterus elongatus [en]    |
|  |                                |

|  | Vinetopterus martini [en] |
|  |                           |
|  | Vinetopterus struvei [en] |
|  |                           |

|  | Moselopterus ancylotelson [en] |
|  |                                |
|  | Moselopterus elongatus [en]    |
|  |                                |

|  | \| \| Stoermeropterus nodosus [en] \| \| \| \| \| \| Stoermeropterus latus [en] \| \| \| \| |
|  |                                                                                             |
|  | Stoermeropterus conicus [en]                                                                |
|  |                                                                                             |
|  | Stoermeropterus nodosus [en]                                                                |
|  |                                                                                             |
|  | Stoermeropterus latus [en]                                                                  |
|  |                                                                                             |

|  | Stoermeropterus nodosus [en] |
|  |                              |
|  | Stoermeropterus latus [en]   |
|  |                              |

|  | Vinetopterus martini [en] |
|  |                           |
|  | Vinetopterus struvei [en] |
|  |                           |

|  | Moselopterus ancylotelson [en] |
|  |                                |
|  | Moselopterus elongatus [en]    |
|  |                                |

|  | Vinetopterus martini [en] |
|  |                           |
|  | Vinetopterus struvei [en] |
|  |                           |

|  | Moselopterus ancylotelson [en] |
|  |                                |
|  | Moselopterus elongatus [en]    |
|  |                                |

|  | \| \| Onychopterella augusti \| \| \| \| \| \| Onychopterella kokomoensis \| \| \| \| |
|  |                                                                                       |
|  | Tylopterella boylei                                                                   |
|  |                                                                                       |
|  | Onychopterella augusti                                                                |
|  |                                                                                       |
|  | Onychopterella kokomoensis                                                            |
|  |                                                                                       |

|  | Onychopterella augusti     |
|  |                            |
|  | Onychopterella kokomoensis |
|  |                            |

|  | Dolichopterus macrocheirus [en] |
|  |                                 |
|  | Strobilopterus princetonii [en] |
|  |                                 |

|  | Eurypterus remipes         |
|  |                            |
|  | Erieopterus microphthalmus |
|  |                            |

|  | Hughmilleria socialis                                                         |
|  |                                                                               |
|  | \| \| Megalograptus ohioensis \| \| \| \| \| \| Mixopterus kiaeri \| \| \| \| |
|  |                                                                               |
|  | Megalograptus ohioensis                                                       |
|  |                                                                               |
|  | Mixopterus kiaeri                                                             |
|  |                                                                               |

|  | Megalograptus ohioensis |
|  |                         |
|  | Mixopterus kiaeri       |
|  |                         |

|  | Eurypterus remipes         |
|  |                            |
|  | Erieopterus microphthalmus |
|  |                            |

|  | Hughmilleria socialis                                                         |
|  |                                                                               |
|  | \| \| Megalograptus ohioensis \| \| \| \| \| \| Mixopterus kiaeri \| \| \| \| |
|  |                                                                               |
|  | Megalograptus ohioensis                                                       |
|  |                                                                               |
|  | Mixopterus kiaeri                                                             |
|  |                                                                               |

|  | Megalograptus ohioensis |
|  |                         |
|  | Mixopterus kiaeri       |
|  |                         |

|  | Dolichopterus macrocheirus [en] |
|  |                                 |
|  | Strobilopterus princetonii [en] |
|  |                                 |

|  | Eurypterus remipes         |
|  |                            |
|  | Erieopterus microphthalmus |
|  |                            |

|  | Hughmilleria socialis                                                         |
|  |                                                                               |
|  | \| \| Megalograptus ohioensis \| \| \| \| \| \| Mixopterus kiaeri \| \| \| \| |
|  |                                                                               |
|  | Megalograptus ohioensis                                                       |
|  |                                                                               |
|  | Mixopterus kiaeri                                                             |
|  |                                                                               |

|  | Megalograptus ohioensis |
|  |                         |
|  | Mixopterus kiaeri       |
|  |                         |

|  | Eurypterus remipes         |
|  |                            |
|  | Erieopterus microphthalmus |
|  |                            |

|  | Hughmilleria socialis                                                         |
|  |                                                                               |
|  | \| \| Megalograptus ohioensis \| \| \| \| \| \| Mixopterus kiaeri \| \| \| \| |
|  |                                                                               |
|  | Megalograptus ohioensis                                                       |
|  |                                                                               |
|  | Mixopterus kiaeri                                                             |
|  |                                                                               |

|  | Megalograptus ohioensis |
|  |                         |
|  | Mixopterus kiaeri       |
|  |                         |

|  | \| \| Onychopterella augusti \| \| \| \| \| \| Onychopterella kokomoensis \| \| \| \| |
|  |                                                                                       |
|  | Tylopterella boylei                                                                   |
|  |                                                                                       |
|  | Onychopterella augusti                                                                |
|  |                                                                                       |
|  | Onychopterella kokomoensis                                                            |
|  |                                                                                       |

|  | Onychopterella augusti     |
|  |                            |
|  | Onychopterella kokomoensis |
|  |                            |

|  | Dolichopterus macrocheirus [en] |
|  |                                 |
|  | Strobilopterus princetonii [en] |
|  |                                 |

|  | Eurypterus remipes         |
|  |                            |
|  | Erieopterus microphthalmus |
|  |                            |

|  | Hughmilleria socialis                                                         |
|  |                                                                               |
|  | \| \| Megalograptus ohioensis \| \| \| \| \| \| Mixopterus kiaeri \| \| \| \| |
|  |                                                                               |
|  | Megalograptus ohioensis                                                       |
|  |                                                                               |
|  | Mixopterus kiaeri                                                             |
|  |                                                                               |

|  | Megalograptus ohioensis |
|  |                         |
|  | Mixopterus kiaeri       |
|  |                         |

|  | Eurypterus remipes         |
|  |                            |
|  | Erieopterus microphthalmus |
|  |                            |

|  | Hughmilleria socialis                                                         |
|  |                                                                               |
|  | \| \| Megalograptus ohioensis \| \| \| \| \| \| Mixopterus kiaeri \| \| \| \| |
|  |                                                                               |
|  | Megalograptus ohioensis                                                       |
|  |                                                                               |
|  | Mixopterus kiaeri                                                             |
|  |                                                                               |

|  | Megalograptus ohioensis |
|  |                         |
|  | Mixopterus kiaeri       |
|  |                         |

|  | Dolichopterus macrocheirus [en] |
|  |                                 |
|  | Strobilopterus princetonii [en] |
|  |                                 |

|  | Eurypterus remipes         |
|  |                            |
|  | Erieopterus microphthalmus |
|  |                            |

|  | Hughmilleria socialis                                                         |
|  |                                                                               |
|  | \| \| Megalograptus ohioensis \| \| \| \| \| \| Mixopterus kiaeri \| \| \| \| |
|  |                                                                               |
|  | Megalograptus ohioensis                                                       |
|  |                                                                               |
|  | Mixopterus kiaeri                                                             |
|  |                                                                               |

|  | Megalograptus ohioensis |
|  |                         |
|  | Mixopterus kiaeri       |
|  |                         |

|  | Eurypterus remipes         |
|  |                            |
|  | Erieopterus microphthalmus |
|  |                            |

|  | Hughmilleria socialis                                                         |
|  |                                                                               |
|  | \| \| Megalograptus ohioensis \| \| \| \| \| \| Mixopterus kiaeri \| \| \| \| |
|  |                                                                               |
|  | Megalograptus ohioensis                                                       |
|  |                                                                               |
|  | Mixopterus kiaeri                                                             |
|  |                                                                               |

|  | Megalograptus ohioensis |
|  |                         |
|  | Mixopterus kiaeri       |
|  |                         |

## Paleobiologia

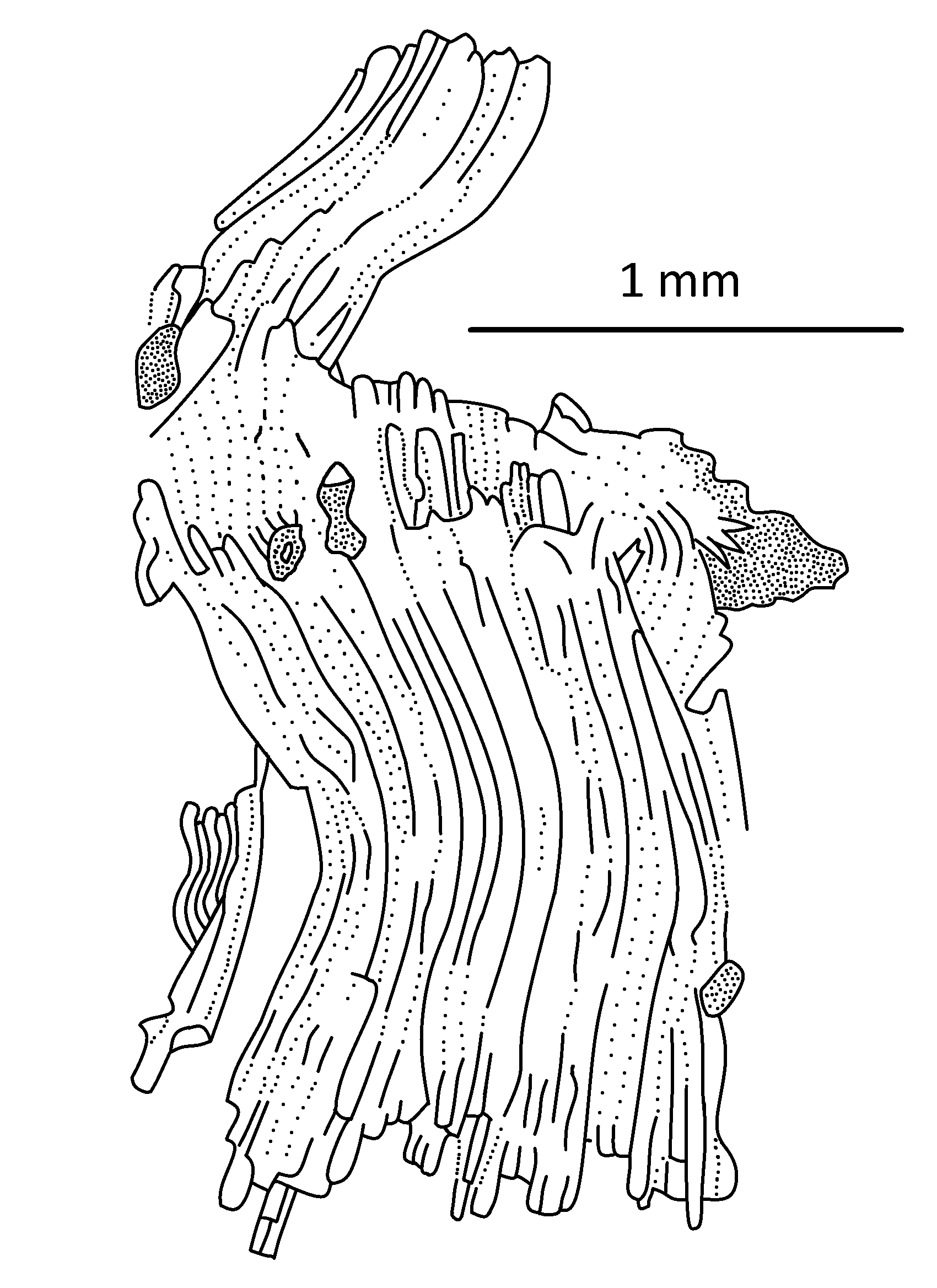
Vista em câmara lúcida da brânquia foliácea mais bem preservada de Onychopterella augusti

Apenas os tubos digestivos de algumas poucas espécies de euriptéridos, como Carcinosoma newlini, Acutiramus cummingsi e Eurypterus lacustris, foram descritos. No entanto, os excelentes níveis de preservação dos fósseis de Onychopterella augusti permitiram a descrição do que muito provavelmente era a porção anterior do trato gastrointestinal. Entre as duas massas musculares coxais [en] (da coxa, o ponto de união com os apêndices) da perna natatória, foi encontrada uma estrutura em forma de espiral. Uma estrutura semelhante no stylonurino Hibbertopterus wittebergensis, no qual uma válvula espiral foi encontrada perto da zona posterior do prossoma, foi relatada. Essas válvulas se desenvolveram independentemente em certos grupos de peixes em resposta à necessidade de aumentar a área de absorção do intestino, então Braddy, Aldridge e Theron consideraram que o caso era o mesmo para os euriptéridos. No entanto, a presença desta válvula pode ter dependido dos requisitos de digestão e absorção de cada euriptérido, por sua vez, dependendo de fatores como os habitats de alimentação ou o tamanho do animal. Os apêndices de Hibbertopterus wittebergensis sugerem que era um alimentador de sedimento, usando sua válvula para extrair alimento do solo e aumentar a capacidade de absorção do intestino. É possível que a estrutura espiral de Onychopterella augusti tivesse uma função semelhante, atuando como uma válvula para o mesêntero [en] (intestino médio, formado pelo estômago e intestinos), aumentando assim a área de absorção desta região. Além desta estrutura espiral, o prételson do parátipo preserva uma impressão tênue que se expandia posteriormente para uma depressão na área medial, representando uma abertura anal.
Modelos de computador e comparações com os xifossúrios (comumente conhecidos como límulos) sugerem que Onychopterella era um animal lento e pesado. Quando estava debaixo d'água, movia-se por uma série de saltos curtos, aproveitando sua flutuabilidade. Dadas as comprimentos relativos do segundo ao sexto par de apêndices, é viável que pudesse ter uma postura na qual usava oito membros (uma posição octópode) bem espaçados, garantindo pouca interferência. Sua ótima preservação também permitiu o exame da estrutura muscular interna da perna natatória. Os músculos coxais eram alongados em direção a uma orientação anterolateral. Isso sugere que as pernas eram mantidas em uma posição posterolateral para caminhar em ordem, permitindo assim estabilidade suficiente no centro de gravidade do animal, que provavelmente estava localizado perto do segundo tergito (metade superior do segmento). A presença de podômeros proximais e um espinho terminal na perna natatória indica sua condição primitiva como órgãos natatórios e sua adaptação funcional para caminhar. Esta razão e a falta de um podômero distal mais modificado em forma de espinho podem sugerir que Onychopterella não era um nadador muito eficiente.
Em 1999, Braddy, Aldridge, Theron e Sarah E. Gabbott, uma geóloga, descreveram um novo espécime de O. augusti do Soom Shale (GSSA C1179, alojado no Serviço Geológico da África do Sul) que preserva quatro pares de brânquias foliáceas lamelares (compostas por finas placas ou escamas) verticais, parte do sistema respiratório. Este espécime preserva uma carapaça completa, apêndices parciais, opistossoma completo e um telson quase completo. As estruturas lamelares são evidentes no terceiro ao sexto segmentos do pré-abdômen. Estas eram divididas horizontalmente em numerosos tubos que poderiam representar "costelas" superficiais. O espécime media 4,5 cm de comprimento, enquanto a estrutura lamelar mais bem preservada (na parte esquerda do terceiro segmento) media 1,79 mm de comprimento e 1,67 mm de largura, com aproximadamente 45 lamelas muito próximas. Isso prova que Onychopterella e possivelmente todos os euriptéridos possuíam quatro pares de brânquias foliáceas lamelares orientadas verticalmente (possivelmente para respiração aquática [en]), em vez de cinco pares como o xifossúrio Limulus, como se pensava anteriormente. Esta estrutura também é comparável à dos escorpiões atuais, que têm quatro pares de pulmões foliáceos orientados verticalmente com 140-150 lamelas por pulmão no terceiro ao sexto segmentos, resultando em uma sinapomorfia (característica compartilhada diferente da de seu último ancestral comum) entre ambos os clados e até aumentando as possibilidades de uma relação de grupo-irmão (ou seja, que ambos os clados são o parente mais próximo um do outro).
A icnoespécie de euriptérido (uma espécie baseada em pegadas fósseis) Palmichnium capensis [en] acredita-se ter pertencido a O. augusti. Esta icnoespécie foi encontrada no arenito da Montanha da Mesa e data do Ordoviciano, coincidindo com O. augusti. Suas trilhas eram de tamanho médio (a maior trilha com 13,6 cm de largura) e consistiam em várias séries simétricas de quatro pegadas e marcas individuais tipicamente ovais ou em forma de lágrima com pequenas impressões nas laterais, às vezes bilobadas e intermitentes. Uma linha mediana era ocasionalmente exibida. Vários fatores apoiam que P. capensis representa as pegadas de O. augusti; a largura externa média de P. capensis é comparável à de fósseis de O. augusti, os espinhos distais da perna natatória de O. augusti poderiam ter causado tais marcas bilobadas e Onychopterella representa o único euriptérido do Ordoviciano desses depósitos. Além disso, a linha mediana poderia ter sido produzida pelo telson tocando o substrato [en]. O. augusti teria sido capaz de fazer incursões à superfície terrestre, mas teria sido desconfortável para ele, realizando uma marcha ondulatória e mantendo seu telson em contato regular com o solo, daí a linha mediana. Mas, no entanto, isso não pode ser completamente provado a menos que um espécime de O. augusti seja encontrado ao lado de trilhas semelhantes.

## Paleoecologia

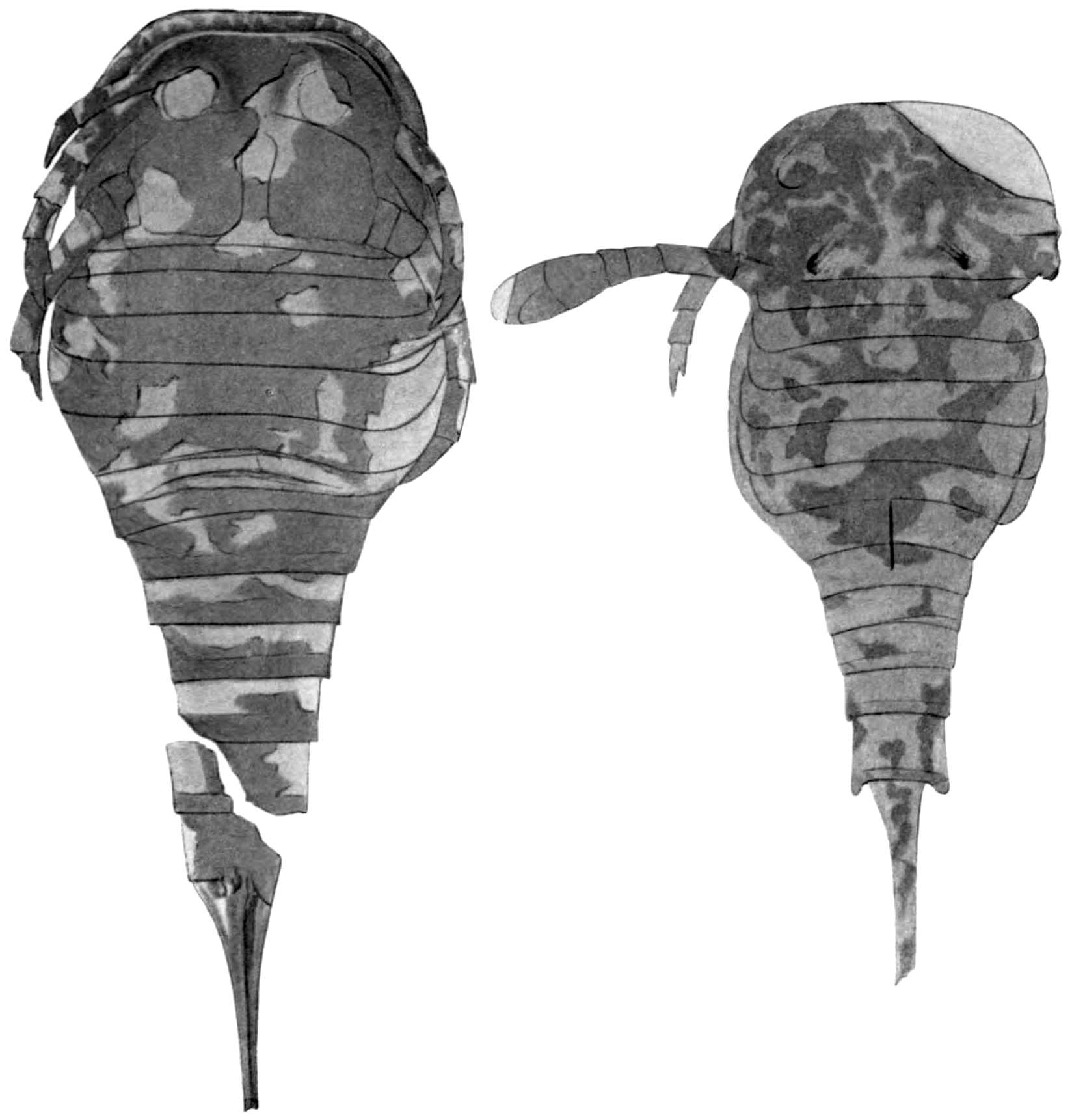
Dois espécimes de Onychopterella kokomoensis da calcária aquática de Kokomo, vistos de cima

Acredita-se que o gênero Onychopterella vivia em águas salobras (água com sal, mas não completamente salgada) e possivelmente marinhas. Era, sem dúvida, nectobentônico, ou seja, capaz de nadar, mas permanecendo a maior parte do tempo no estrato. As pernas natatórias menos desenvolvidas e estreitas, bem como o pós-abdômen curto e robusto, mostram que o gênero não era um nadador muito bom nem ativo, possivelmente usando seu espinho terminal para caminhar. A larga doublure (a franja do exoesqueleto dorsal) da carapaça pode ter sido adaptada para escavar ou cavar. O. augusti foi depositado durante um período de elevação do nível do mar (devido à liberação de água de geleiras) em ambientes glaciolacustres [en] (relacionados a lagos derivados de geleiras) a marinhos rasos. As condições sob a superfície eram anóxicas (com pouco oxigênio). Coexistindo com braquiópodes lingulídeos [en] (como Orbiculoidea), nautiloides ortocônicos [en], quelicerados naraoiídeos [en], conodontes e outros organismos, Onychopterella augusti teria sido um predador de topo, alimentando-se de outros artrópodes, vermes e provavelmente conodontes. Viveu durante os estágios do Hirnantiano Superior (Ordoviciano Superior) ao Rhuddaniano Inferior (Siluriano Inferior), na África do Sul.
A espécie-tipo, Onychopterella kokomoensis, habitava um ambiente peritidal (em uma parte da costa) juntamente com outros euriptéridos como Drepanopterus longicaudatus, Carcinosoma newlini e Erieopterus limuloides, bem como com o ostracode Leperditia ohioensis e os braquiópodes Pentamerus divergens [en] e Schuchertella interstriata. Tinha idade Pridoliana Inferior (Siluriano Superior), vivendo em Indiana. Por outro lado, Onychopterella pumilus, que viveu na época do Llandovery Inferior (Siluriano Inferior) de Illinois, está associado a muitas espécies indeterminadas de antozoários, craniados, braquiópodes e gastrópodes em um ambiente subtidal raso e aberto (a luz do sol atinge o fundo do oceano).
A maioria dos euriptéridos encontrados fora do supercontinente Laurência eram gêneros altamente derivados que viveram durante o prelúdio da amálgama (união) da Pangeia, bem como gêneros com uma morfologia mais eficaz para a dispersão. Portanto, a aparição isolada de uma forma antiga como Onychopterella augusti no supercontinente Gondwana é um desafio para a comunidade científica explicar, uma vez que o gênero não era um bom dispersor devido à forma estreita de suas pernas natatórias em comparação com outros grupos mais derivados, como Pterygotidae ou Adelophthalmidae. Parece improvável que os eurypterinos tenham se originado em Gondwana, uma vez que não há registro de restos fósseis de stylonurinos ou outras formas nadadoras basais. Também parece que a coletividade de O. augusti se extinguiu sem deixar uma população viável de euriptéridos em Gondwana. Foi proposto que O. augusti se estabeleceu em Gondwana atravessando o fundo do mar durante os períodos de descida do nível do mar do Hirnantiano. Onychopterella não representa a única ocorrência de gêneros basais em Gondwana; Paraeurypterusv [en], um gênero conhecido de depósitos da formação Şort Tepe no sudeste da Turquia, provavelmente chegou lá pelo mesmo método que O. augusti.